# Jurij Kalytvyncev
Jurij Mykolajovyč Kalytvyncev (in ucraino Юрій Миколайович Калитвинцев?; in russo Юрий Николаевич Калитвинцев?; Volgograd, 5 maggio 1968) è un allenatore di calcio ed ex calciatore ucraino nato in Russia quand'era ancora Unione Sovietica, di ruolo centrocampista.

## Biografia
Padre di Vladyslav Kalytvyncev, anch'egli calciatore, è stato il primo commissario tecnico straniero della storia della nazionale ucraina.

## Palmarès

### Giocatore

#### Club

##### Competizioni nazionali
- Campionato ucraino: 3

Dinamo Kiev: 1995-1996, 1996-1997, 1997-1998
- Coppe d'Ucraina: 2

Dinamo Kiev: 1995-1996, 1997-1998

##### Competizioni internazionali
- Coppa dei Campioni della CSI: 3

Dinamo Kiev: 1996, 1997, 1998

#### Individuale
- Calciatore ucraino dell'anno: 1

1995

### Allenatore

#### Competizioni nazionali
- Pervenstvo Futbol'noj Nacional'noj Ligi: 1

Dinamo Mosca: 2016-2017